# Exelis mundaria
Exelis mundaria là một loài bướm đêm trong họ Geometridae.